# As bestas
As bestas is een Spaans-Franse film van Rodrigo Sorogoyen die werd uitgebracht in 2022. 

## Samenvatting
Antoine en zijn vrouw Olga, een Frans koppel, zijn zich op het Galicische platteland komen vestigen in een klein dorp. Ze hebben er al altijd van gedroomd in een agroboerderij te wonen en er verbinding te maken met de natuur. Ze verbouwen en verkopen milieuvriendelijke gewassen. Ze herstellen en renoveren ook verlaten huizen zodat die opnieuw bewoonbaar worden, en ze willen ten slotte ook helpen het plattelandstoerisme bevorderen.
Ofschoon ze proberen zich in het dorp te integreren, blijven ze zich ongewenst voelen door de dorpelingen, inzonderheid door hun buren, de broers Xan en Lorenzo Anta en hun moeder, die hen beschouwen als indringers. De pesterijen teweeggebracht door hun aanwezigheid worden erger en frequenter wanneer Antoine en Olga het oneens worden met de buren met betrekking tot de komst van een windmolenpark. 

## Rolverdeling
| Acteur             | Personage                             |
| ------------------ | ------------------------------------- |
| Denis Ménochet     | Antoine Denis                         |
| Marina Foïs        | Olga Denis                            |
| Luis Zahera        | Xan Anta                              |
| Diego Anido        | Lorenzo Anta                          |
| Marie Colomb       | Marie, de dochter van Antoine en Olga |
| Federico Pérez Rey | Mariano                               |
| Xavier Estévez     | sergeant Espin van de Guardia Civil   |